# Golden Gala 2018
Golden Gala 2018, właśc. Golden Gala Pietro Mennea 2018 – mityng lekkoatletyczny, który odbył się 31 maja na Stadionie Olimpijskim w Rzymie. Zawody były czwartą odsłoną prestiżowej Diamentowej Ligi w sezonie 2018.

## Rezultaty

### Mężczyźni
| Konkurencja:                  | 1. miejsce         | Rezultat           | 2. miejsce             | Rezultat     | 3. miejsce        | Rezultat   |
| Bieg na 100 m                 | Ronnie Baker       | 9,93 WL PB         | Jimmy Vicaut           | 10,02        | Filippo Tortu     | 10,04      |
| Bieg na 400 m                 | Fred Kerley        | 44,33 SB           | Abd al-Ilah Harun      | 44,37 SB     | Paul Dedewo       | 44,58 PB   |
| Bieg na 800 m                 | Wyclife Kinyamal   | 1:44,65            | Ferguson Rotich        | 1:44,74 SB   | Jonathan Kitilit  | 1:44,78    |
| Bieg na 1500 m                | Timothy Cheruiyot  | 3:31,22 WL         | Elijah Manangoi        | 3:33,79 SB   | Samuel Tefera     | 3:34,84    |
| Bieg na 400 m przez płotki    | Abderrahaman Samba | 47,48 AR WL DLR MR | Karsten Warholm        | 47,82 NR NUR | Yasmani Copello   | 48,63      |
| Bieg na 3000 m z przeszkodami | Conseslus Kipruto  | 8:08,40 WL         | Benjamin Kigen         | 8:10,01      | Chala Beyo        | 8:11,22 PB |
| Skok o tyczce                 | Sam Kendricks      | 5,84 SB            | Paweł Wojciechowski    | 5,78 SB      | Raphael Holzdeppe | 5,62 =SB   |
| Skok w dal                    | Luvo Manyonga      | 8,58 WL            | Juan Miguel Echevarría | 8,53 PB      | Ruswahl Samaai    | 8,34       |
| Rzut dyskiem                  | Fedrick Dacres     | 68,51              | Andrius Gudžius        | 68,17        | Ehsan Hadadi      | 65,93      |

### Kobiety
| Konkurencja:                  | 1. miejsce         | Rezultat      | 2. miejsce              | Rezultat       | 3. miejsce         | Rezultat   |
| Bieg na 200 m                 | Marie Josée Ta Lou | 22,49 SB      | Iwet Łałowa             | 22,64 SB       | Mujinga Kambundji  | 22,76      |
| Bieg na 400 m                 | Salwa Eid Naser    | 50,51 SB      | Stephenie Ann McPherson | 50,69 SB       | Jaide Stepter      | 51,47      |
| Bieg na 100 m przez płotki    | Sharika Nelvis     | 12,76         | Danielle Williams       | 12,82          | Tobi Amusan        | 12,86      |
| Bieg na 400 m przez płotki    | Georganne Moline   | 53,97 SB      | Janeive Russell         | 54,08          | Dalilah Muhammad   | 54,65      |
| Bieg na 3000 m z przeszkodami | Hyvin Jepkemoi     | 9:04,96 WL MR | Celliphine Chespol      | 9:05,14 WJL SB | Norah Jeruto Tanui | 9:07,17 SB |
| Skok wzwyż                    | Marija Lasickienė  | 2,02 WL       | Mireła Demirewa         | 1,94 =SB       | Elena Vallortigara | 1,94       |
| Rzut dyskiem                  | Sandra Perković    | 68,93 MR      | Yaime Pérez             | 66,62          | Denia Caballero    | 63,48      |

## Wyniki reprezentantów Polski

### Mężczyźni
- bieg na 800 metrów: 7. Adam Kszczot 1:46,23
- bieg na 3000 metrów z przeszkodami: Krystian Zalewski DNF
- skok o tyczce: 2. Paweł Wojciechowski 5,78 SB; Piotr Lisek NM
- rzut dyskiem: 8. Robert Urbanek 64,10; 9. Piotr Małachowski 63,95

### Kobiety
- bieg na 400 metrów: 4. Justyna Święty-Ersetic 51,59

## Rekordy
Podczas mityngu ustanowiono 3 rekordy krajowe w kategorii seniorów:
| Zawodnik           | Reprezentacja | Konkurencja                        | Rezultat |
| ------------------ | ------------- | ---------------------------------- | -------- |
| Abderrahaman Samba | Katar         | bieg na 400 metrów przez płotki    | 47,48    |
| Karsten Warholm    | Norwegia      | bieg na 400 metrów przez płotki    | 47,82    |
| Luiza Gega         | Albania       | bieg na 3000 metrów z przeszkodami | 9:22,00  |